# Fölsjön, Södermanland
Fölsjön är en sjö i Nyköpings kommun i Södermanland och ingår i Svärtaåns huvudavrinningsområde. Sjöns area är 0,016 kvadratkilometer och den är belägen 36 meter över havet.